# Окаш'ял
Окаш'я́л (рос. Окашъял, марій. Окашъял) — присілок у складі Куженерського району Марій Ел, Росія. Входить до складу Тум'юмучаського сільського поселення.

## Населення
Населення — 1 особа (2010; 14 у 2002).
Національний склад (станом на 2002 рік):
- марі — 86 %